# Агджаязи
Агджаязи (азерб. Ağcayazı) — село у Лачинському районі Азербайджану. Село розташоване за 43 км на північний захід від районного центру, міста Лачина.
З 1992 по 2020 рік було під Збройні сили Вірменії окупацією і називалось Арджадзор (вірм. Արջաձոր), входячи в Кашатазький район невизнаний Нагірно-Карабаська Республіка. 1 грудня 2020 в ході Другої карабаської війни села було звільнено Збройні сили Азербайджану. (вірмени трактують це як окупацію).
Поруч з селами Ардашеві, Ардушлу та Вагазин та за 7 км на північний захід від села Вахазін, до якого підпорядковується.